# وست لین (اورگن)
وست لین (به انگلیسی: WestLinn) شهری در شهرستان کلکمس ایالت اورگن است و در سرشماری سال ۲۰۱۱ میلادی، ۲۵٬۱۰۹ نفر جمعیت داشته که نسبت به سال ۲۰۱۰، ۰٫۵۶ درصد رشد جمعیت داشته‌است.

## موقعیت جغرافیایی
موقعیت جغرافیایی شهرها و مناطق اطراف به شرح زیر است: